# Vinces
Vinces, también conocida como San Lorenzo de Vinces, es una ciudad ecuatoriana; cabecera cantonal del Cantón Vinces, así como la quinta urbe más grande y poblada de la Provincia de Los Ríos. Se localiza al centro de la región litoral del Ecuador, en una extensa llanura, atravesada por el río Vinces, a una altitud de 17 msnm y con un clima lluvioso tropical de 27 °C en promedio.
Es llamada "París Chiquito" debido a la moda francesa que surgió en sus habitantes a fines del siglo XIX. Tiene una población de 39.842 habitantes, lo que la convierte en la cuadragésima quinta ciudad más poblada del país. Forma parte de la área metropolitana de Babahoyo, pues su actividad económica, social y comercial está fuertemente ligada a Babahoyo, siendo "ciudad dormitorio" para miles de personas que se trasladan a aquella urbe por vía terrestre diariamente. El conglomerado alberga a más de 300.000 habitantes.
Sus orígenes datan de fines de la época colonial. A fines del siglo XIX, la población vivió la "época de oro" del cacao, reunía a las haciendas más importantes y tuvo un auge económico. En la actualidad, es uno de los más importantes centros administrativos, económicos, financieros y comerciales de Los Ríos. Las actividades principales de la ciudad son el comercio, la agricultura y la ganadería.
Vinces cuenta con el Grupo de danza “SON VINCEÑO” que actualmente tiene 2 años de creación. El grupo a representado a Vinces en muchas ocasiones y ha dejado en alto el nombre de Vinces .
El grupo de danza cuenta con más de 15 bailarines en la cual no solamente bailan Folklore Montubio sino también Sierra (Otavalo).

## Historia

### Orígenes y época colonial
En la era precolonial, estaba habitada por los Babas, quienes poblaban los territorios de la actual provincia de Los Ríos, hasta alrededor de 1537 en que fueron subyugados por los españoles.
Como a una legua al sur de Vinces había a mediados de la centuria décima octava un pueblo llamado San Lorenzo, perteneciente a la antigua Tenencia de Baba, y un villorrio, San Javier, anexo al anterior. Residía en este villorrio un sacerdote, Isidro de apellido de Beinza, el cual, como dueño de la hacienda en lo que hoy es Balzar de Vinces, abrió un canal, tomando agua del río que llegaba hasta Baba, para dar riego a sus tierras. Y hallando el río más facilidad en seguir el nuevo curso, su caudal fue aumentándolo, de tal modo que cuando quisieron ponerle reparo para que dejare el cauce que había tomado, no fue posible volverlo a su antiguo canal. 
Los moradores del sector lo comenzaron a denominar Estero o el Estero de Vinces, en referencia a la derivación del que había adoptado el apellido Veinza (o Beinza como originalmente era). El sacerdote Beinza falleció en 1712. Poco antes de morir donó sus propiedades a sus trabajadores y dio libertad a sus esclavos un siglo antes de que se aboliera esa represión en nuestro país.
En 1763 el Corregimiento de Guayaquil se transformó en Gobernación. En 1764, San Lorenzo sufrió un gravísimo incendio y un grupo de moradores se trasladó y asentó en la ribera del estero, con el nuevo nombre de Estero de Vinces o Nuevo San Lorenzo de Vinces. En los libros parroquiales de Vinces se encuentra el año de 1783 la primera partida de bautismo verificada en la parroquia del nuevo "San Lorenzo de Vinces", y cuya partida corresponde a la señora Luisa Morante, madre de Vicente Coello y Jesús Coello de Mendoza, troncos de numerosas familias vinceñas. Según el censo de la Provincia de Guayaquil, para 1808 Baba tenía 4500 habitantes; Estero (o Nuevo San Lorenzo) de Vinces, 1800 habitantes; Palenque 1600, y Babahoyo 1200 habitantes.

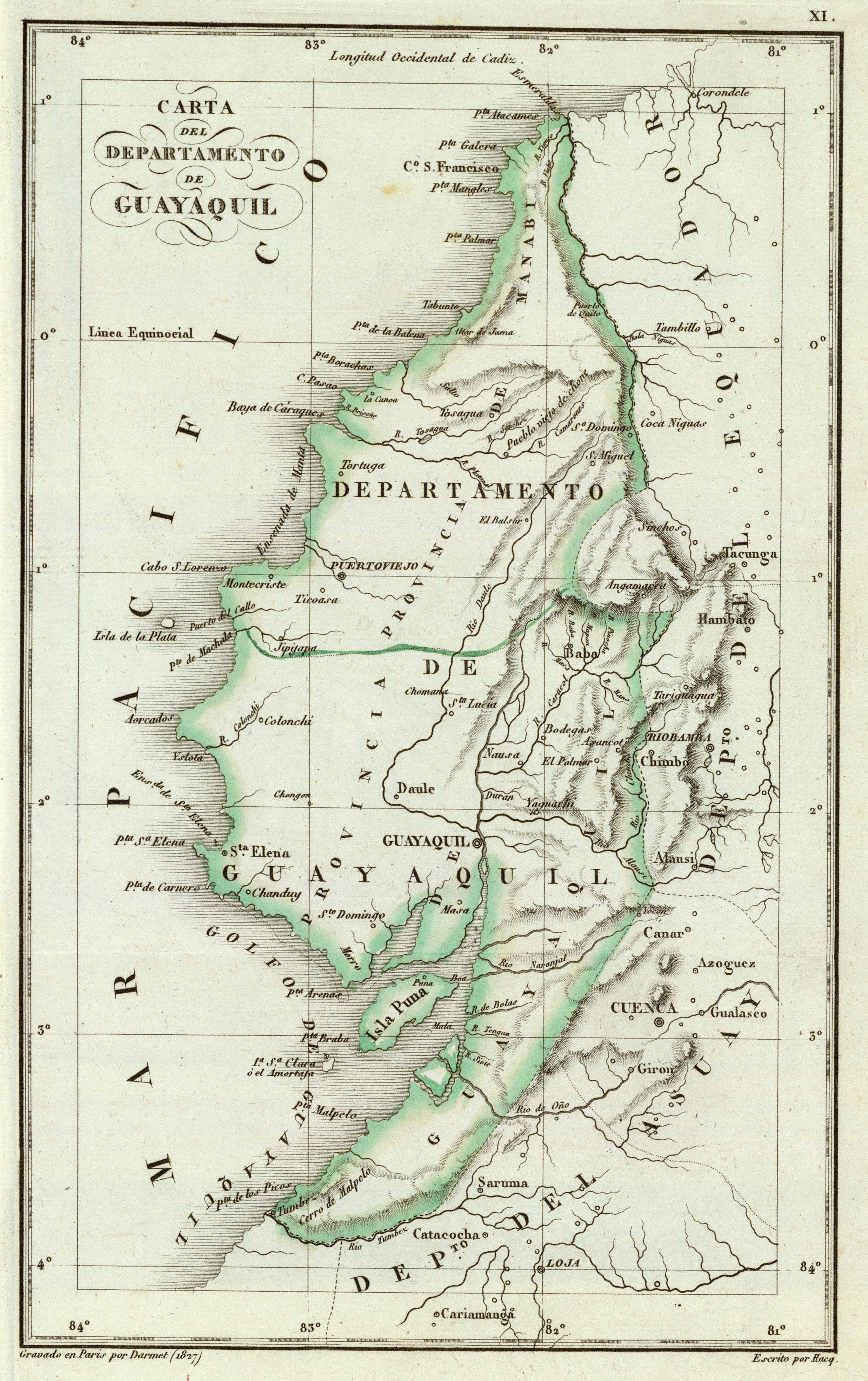
Extensión territorial de la Provincia Libre de Guayaquil integrada posteriormente a la Gran Colombia.

El 9 de octubre de 1820, Guayaquil se independiza y se crea la Provincia Libre de Guayaquil, que comprendía la mayor parte de los territorios de la costa. Y en noviembre, Estero de Vinces ponía un diputado en la Junta que aprobó el Reglamento Provisorio, de vital importancia no solo para la provincia sino para la Presidencia de Quito. En enero de 1821 el general Antonio José de Sucre databa sus oficios desde el Cuartel General en Estero de Vinces ubicada dentro de los territorios de la Provincia Libre de Guayaquil. En mayo de 1822, en la célebre batalla del Pichincha, gran parte de los combatientes eran originarios de esta provincia. En julio, la Provincia Libre de Guayaquil se anexaba a la Gran Colombia. 
En 1824, por medio de la Ley de División Territorial de la República de Colombia, Guayaquil pasó a constituir el Distrito del Sur del estado colombiano formado por los departamentos: Guayaquil con capital Guayaquil; Ecuador, con capital en Quito y Azuay con capital en Cuenca. El Departamento se subdividía en las provincias de Guayaquil y Manabí. La de Guayaquil con su Capital: Guayaquil. Y sus cantones: Guayaquil, Daule, Babahoyo, Baba, Punta de Santa Elena y Machala, quedando Estero de Vinces como parroquia rural de Baba. En 1827, Estero de Vinces se sublevó, contra la adopción del Código Bolivariano que pretendía el Libertador en la Gran Colombia; y el Gral. Juan José Flores, jefe del Distrito del Sur, hubo de ocuparla entonces con todo su ejército.

### Época republicana
Desde 1830 el Ecuador comienza su vida republicana. El 19 de mayo, Guayaquil mostró su adhesión a la naciente República, San Lorenzo de Vinces continuó como parroquia de Baba hasta el 14 de junio de 1845, cuando el Gobierno Provisorio lo elevó a la categoría de Cantón de la provincia de Guayaquil, con las parroquias Vinces y Palenque. Finalmente en 1860, Vinces pasó a formar parte de la nueva provincia de Los Ríos.
El general Juan José Flores, se propuso constituir el Ecuador bajo las formas republicanas, dando una Constitución centralizadora que provocó la reacción de ecuatorianos. Así, el 6 de marzo de 1845 se produce un movimiento revolucionario (Revolución Marcista). Apenas ocurrió el triunfo del movimiento, en Guayaquil se integró un gobierno provisorio (triunvirato), gobierno que el 14 de junio de 1845 decretó la cantonización de Vinces. Derrotado Flores, el 17 de junio de 1845 firma el Tratado y convenio de " Virginia" y se retira a Europa. Luego surgió un orden anárquico militar y de presidentes interinos, que al fin trajo a la presidencia del general José María Urbina y Viteri (1852 -1856), quien inició con audacia la reforma liberal.
Luego de Urbina fue elegido el general Francisco Robles (1856 – 1859), pero las reformas introducidas por los liberales habían dado nacimiento a la aparición del partido conservador colonial, el cual unido con el militarismo colombiano, se propuso apoderarse del poder, suscitando la anarquía. El gobierno del Perú se mezcló en la lid y llevó sus armas al Ecuador, teniendo que retirarse vencido por la unión de los ecuatorianos. Esa victoria a la cual contribuyó el general Flores (1860), dio preponderancia a los conservadores. Ese mismo año se creó la provincia de Los Ríos, anexando a Vinces (con sus parroquias: Vinces, Baba, Pimocha, Juana de Oro y Palenque).
Con el triunfo ante el Perú, los conservadores se quedaron en el poder representados por el Dr. Gabriel García Moreno (1861 – 1865), reaccionaron en todos los sentidos contra la democracia, a pesar de los esfuerzos de los liberales. Asumiendo luego la presidencia, en su orden, Jerónimo Carrión, Dr. Javier Espinoza, y nuevamente llegar al poder el Dr. García Moreno en 1869.

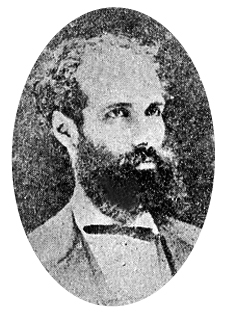
Nicolás Infante Díaz.

En marzo de 1869 se produjo la fallida revuelta de José de Veintimilla, quien fue asesinado. García Moreno dispuso prisión para los integrantes de la revuelta en la que constaba Nicolás Infante Díaz, mártir del liberalismo, quien junto con un grupo de valientes se mantuvo firme hasta el final. Algunos prisioneros fueron fusilados mientras que Infante, tras pagar la fianza, fue puesto en libertad.
El gobierno siguió enfrentando una férrea oposición, entre ellas la de Juan Montalvo. Y en 1873, tras fundarse el periódico político Nueva Era, Infante y otros realizaban una labor combativa con sus escritos. En 1875 el presidente García Moreno es asesinado siendo su sucesor Antonio Borrero.
Durante el mandato de Borrero (dic.1875 – dic.1876), los liberales pedían con insistencia una convocatoria a Asamblea Nacional Constituyente para que derogue la Constitución Garciana. El mandatario se mostró inconsecuente con esos planteamientos. Y en mayo de 1876, Nicolás Infante, junto a Miguel Valverde y Eloy Alfaro acaudillaron un golpe de Estado en Palenque. Infante fue proclamado Jefe Supremo del Partido Liberal o Jefe del Partido de Acción. Sin embargo, los planes no dieron resultados e Infante salió deportado al Callao.
El 8 de septiembre de 1876 estalló en Guayaquil la revolución encabezada por el Gral. Ignacio de Veintimilla, siendo elegido Jefe Supremo (sep.1876 – ene.1878). El 26 de enero de 1878 en la novena Convención Nacional reunida en Ambato se conformó una mayoría liberal en la que constaba el Dr. Lorenzo Rufo Peña como diputado constituyente. En esta Asamblea se eligió Presidente Constitucional (abr.1878-mar.1882) al Gral. Veintimilla quien ofreció gobernar en nombre del liberalismo, pero hizo caso omiso de la Carta Política, perdiendo el apoyo de los liberales. Para seguir en el poder se dio un autogolpe de Estado el 25 de marzo de 1882. Nicolás Infante se asoció con Juan Montalvo, Miguel Valverde y otros rebeldes, para acabar con el gobierno, pero al ser descubiertos, Infante fue nuevamente desterrado.
En 1884 los conservadores obtuvieron mayoría de votos en el Congreso y eligieron presidente al Dr. José María Plácido Caamaño. Su gobierno (18 feb.1884 - 30 jun.1888) desencadenó atropellos y violaciones de la Constitución, por lo que los liberales reiniciaron su valiente oposición. Alfaro debería actuar en Manabí, Vargas Torres en Esmeraldas e Infante en Los Ríos. La noche del 14 de noviembre de 1884, Infante congregó en la hacienda Victoria, propiedad de los esposos Eduardo Hidalgo Arbeláez y María Gamarra, a un importante grupo de liberales, como: Emilio Estrada Carmona, Marcos Alfaro, Justo Infante, Gabriel Moncayo, Francisco José Borja Lavayen con quienes efectuó el célebre juramento Chapulo, destinado a inspirar y sostener la lucha por la libertad. Así, el 20 de noviembre decidieron desconocer al gobierno de Caamaño, designar a Eloy Alfaro encargado del mando supremo, declarar vigente la Constitución de 1878 y reconocer como jefe de operaciones en la provincia de Los Ríos a Nicolás Infante.
Ese mismo día el escuadrón Húsares de Chapulo (como los denominó Infante) se tomó Palenque. El 23, Vinces. El 26, Balzar. Trataban de unir sus fuerzas con las de Alfaro que debería estar actuando en Manabí. El 29 de noviembre derrotaron en Maculillo a las tropas de Guayaquil compuestas por 200 hombres. El régimen pasaba por momentos difíciles. Lamentablemente, al retrasarse Eloy Alfaro en Manabí, el gobierno pudo concentrar al ejército en Los Ríos, sorprendiendo a los Húsares de Chapulo en Palenque.
El 30 de diciembre, Infante es apresado junto a Marcos Alfaro, Emilio Estrada y seis soldados que los acompañaban. El 31 fueron llevados a Palenque, y al final del día fueron sometidos a un improvisado Consejo de Guerra que condenó a Infante a la pena de muerte, siendo fusilado al día siguiente. 
En 1888 asume el poder Antonio Flores Jijón, y para 1890 el liberal vinceño, José María Gómez Carbo, resumía en sus escritos las condiciones del Ecuador de fines de siglo: “...la agricultura no pasa todavía del estado embrionario...la administración pública es una especie de sifón que absorbe mucho jugo de la nación no sólo en forma de impuesto, no sólo para fomentar la ociosidad con el gran tren de empleados y por la falta de disciplina militar...por la inmoralidad que cunde en todo orden de empleados..., por la corrupción que traen los negocios fiscales...el crédito es escaso, el interés alto, el cambio es elevado...tenemos impuestos anti técnicos...improvisamos reformas…”
En julio de 1892 asume la presidencia Luis Cordero Crespo. Durante su mandato, en 1895, los vinceños se sublevaron, para reivindicar la honra nacional, ultrajada con el alquiler de la bandera. Fue Vinces el pueblo que primero se pronunció proclamando la Jefatura Suprema de Alfaro, seguido de otros pueblos que constituyeron la fuerza de presión de la radicalización de la Revolución. Mientras las montoneras se multiplicaban en toda la cuenca del Guayas y la provincia de Manabí varios periódicos fueron clausurados y el 19 de marzo se detuvo a Juan Bautista Yela Muñoz por su ideario liberal y anticonservador junto con otros periodistas en el resto del país como Manuel de J. Castillo. Además de Delfín Treviño y Justo Infante, mientras los conservadores se insurreccionaban en la sierra norte. 
El 5 de mayo se proclamaba a Eloy Alfaro como Jefe Supremo de la República y Vinces ratificaba su pronunciamiento.
Tras el pronunciamiento de 1895, Alfaro llegó desde Nicaragua... Ya en Guayaquil, organizó un pequeño ejército, que salió hacia la sierra por la vía a Guaranda, al mando del general Cornelio Vernaza. Una avanzada, a cargo del coronel vinceño Emiliano Figueroa Ibáñez, Primer Jefe del Batallón Vinces, tuvo una de las más cruentas batallas civiles, en San Miguel de Chimbo, junto a él se destacaba Antonio Sotomayor y Luna Serna, Sargento Mayor de Infantería, en la que abrieron paso a las fuerzas del General Vernaza. 
Alfaro emprendió su marcha hacia el centro del país. Tras triunfar en varios combates decisivos (San Miguel de Bolívar, Guaranda, Gatazo, Santa Isabel), tomaron el centro de la república y marcharon hacia Quito, en donde entraron el 4 de septiembre e instauraron el gobierno revolucionario. Dentro de este grupo figuraba otro vinceño, Mons. Pedro Pablo Carbó Briones, quien fue designado capellán general del Ejército Liberal. 

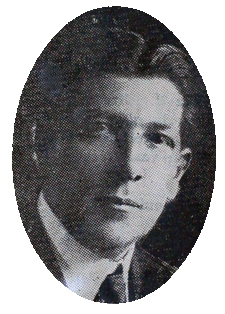
Primitivo Yela Montalván.

Debido a que el ejército popular había remplazado al antiguo ejército de línea, Alfaro era consciente de que era necesario profesionalizarlo para asegurar la defensa nacional. Fue así que fundó en Quito el Colegio Militar, decretando el 11 de diciembre de 1899 su creación. En la nómina de sus primeros cadetes figuraba el joven vinceño Leónidas Yela Montalván(en agosto de 1905 fue parte de la primera promoción ascendiendo al grado de Subteniente de Artillería del Ejército).
Alfaro fue sucedido por el general liberal Leónidas Plaza Gutiérrez (sep.1901 - ago.1905) quien terminó su presidencia sin mayores problemas. Fue sustituido por el guayaquileño Lizardo García. Su gobierno fue débil, el propio Eloy Alfaro fue su mayor opositor. A comienzos de 1906 estalló en Riobamba una revuelta, la que no pudo ser sofocada por las fuerzas gubernamentales. Y Alfaro volvió al poder. 
Triunfante Alfaro entra por segunda ocasión a Quito en enero de 1906 para un nuevo período de gobierno. El mismo año convocó a la Asamblea Constituyente, y Yela Montalván contribuía como Asambleísta a la nueva Constitución. Alfaro fue elegido Presidente de la República para el período 1907-1911.
Durante el gobierno de Alfaro, el Congreso en Pleno en sesión del 5 de noviembre de 1909 declaró a Yela Montalván Consejero de Estado. El Dr. Yela, de espíritu abierto al progreso social, tuvo la honra en 1910 de plantear decididamente un proyecto de ley, en la que se suprimía la sociedad forzosa de bienes entre los cónyuges; ya que en virtud de esta era que se consideraba más que sumida, al absolutismo marital, vejada a la mujer; y sobre todo privada de sus derechos civiles y de la facultad de poder disponer libremente de su patrimonio. Años más tarde, planteó la necesidad de dar al trabajador participación en las utilidades de las empresas.
El 24 de julio de 1911, el presidente Alfaro, asciende a Leónidas Yela Montalván a Sargento Mayor, pero el 30 de diciembre, mientras prestaba sus servicios en el Regimiento de Artillería Sucre No 2 en Guayaquil, el Sgto. My. Yela solicita la baja del Ejército, el motivo: "... por cuanto yo, como soldado de la Nación y que siempre he defendido la Constitución y las Leyes, no puedo por hoy, seguir en el Ejército desde el momento en que se ha desconocido al Gobierno...". Emilio Estrada Carmona había sido elegido como sucesor de Alfaro, pero su salud se deterioró y falleció el 21 de diciembre. Y el 28, Pedro J. Montero se había declarado Jefe Supremo en Guayaquil mientras Carlos Freire Zandulbide estaba a cargo del Poder Ejecutivo. Para honra del Sgto. My. Yela, en 1923 el presidente de la República lo reincorpora al Ejército, continuando la carrera militar hasta alcanzar el grado de teniente coronel de Estado Mayor.

### Vinces y su legado francés

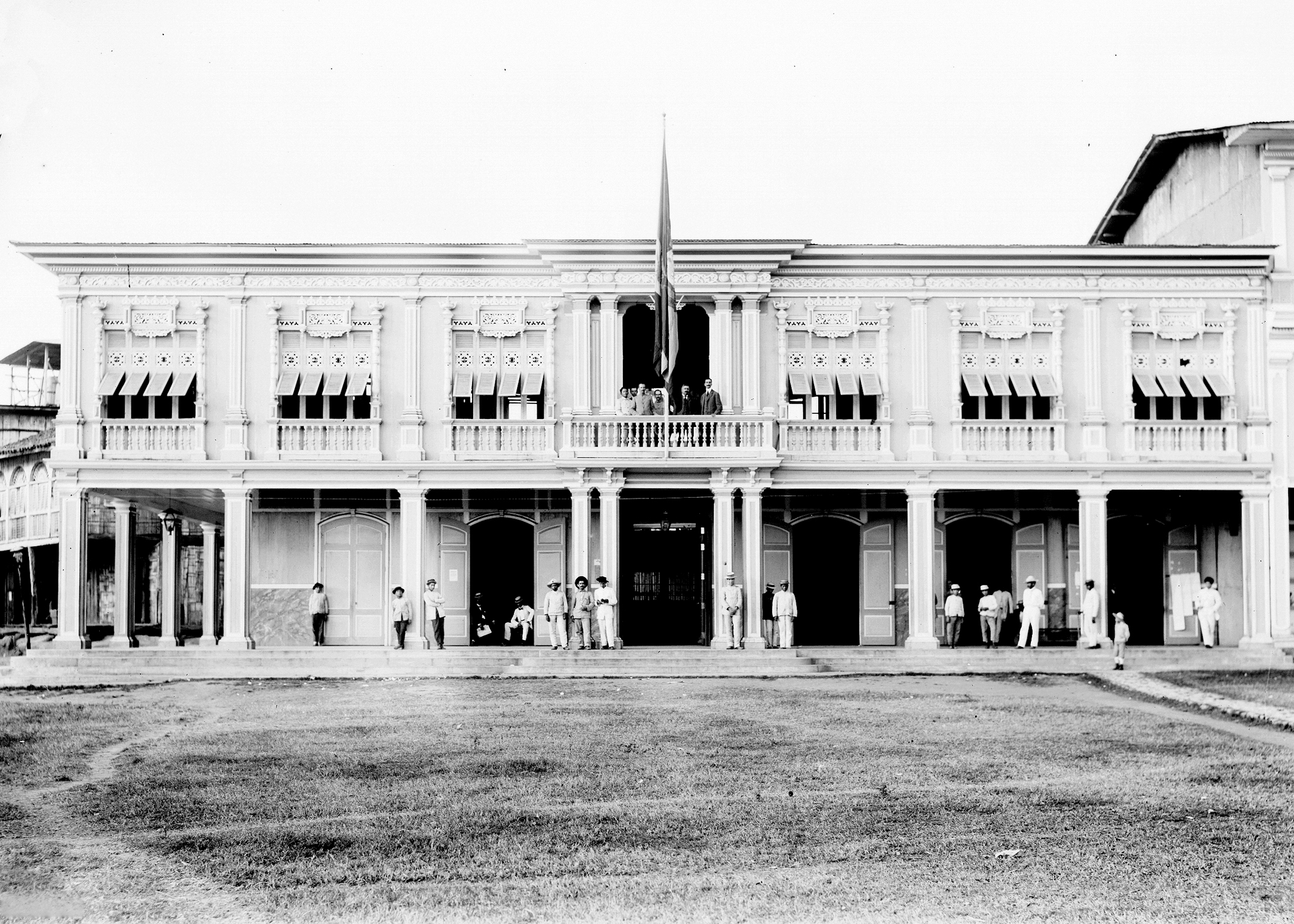
Casa Municipal, Vinces 1910

En el siglo XIX e inicios del siglo XX los viajes que por estudio o placer realizaban las elites a Europa y especialmente a Francia permitieron un contacto directo con lecturas y costumbres de este país reflejándose en la moda, las maneras, las formas de hablar, las ocupaciones, la arquitectura, las artes plásticas y la culinaria. Las casas reflejaron todo el lujo y abundancia de sus adquisiciones, traídas directamente de Francia, ya sea en sus viajes o a través de pedidos especiales. Las vajillas, adornos, lámparas, muebles, espejos, etc. hablan por sí solos de la especial atracción por el modelo francés. En las mujeres, el uso de corsés, sombreros, estolas y el cabello corto eran comunes; los hombres vestían trajes, camisas francesas, corbatas, botines, sombreros, bastones, usaban un peinado especial en las patillas y bigotes pues estaba claro que la preocupación por la apariencia y elegancia era bien vista. 
Los nombres de los diversos sitios de diversión, hoteles, almacenes o locales de servicio no escapaban a la "moda francesa" en el Ecuador; los almacenes como "Le Chic Parisien o el " Bazaar Verdú" importaban todo tipo de artículos, los vinos franceses, por ejemplo, no podían faltar. De igual manera los galicismos surgían en cualquier conversación, "atelier", "démodé", "secrétaire", etc. ya no necesitaban de traducción. Y que decir de la arquitectura, muchas de las construcciones de la época se hicieron bajo la influencia francesa; los modelos eran reproducidos con exactitud e incluso con los mismos materiales, pues los importaban desde París. La muestra palpable de este hecho la constituye Vinces, población que en la "época de oro" del cacao reunía a las haciendas más importantes y que por su arquitectura fue denominada "París Chiquito".

### Acontecimientos históricos
- 1652: Andrés de Beinza (Vizcaya, País Vasco, España 1616 - Baba, 1667).  En el Corregimiento de Guayaquil, específicamente en la Tenencia de San Francisco de Baba, ejercía el cargo de Teniente de Corregidor el capitán Andrés de Veinza, natural de Vizcaya, España, quién para esa época se lo identificaba como Andrés de Vinces tal como consta en el libro de Actas del Cabildo Colonial de Guayaquil. Casó con Isabel Mora Díaz-Rabasco con quien procreó a: Catalina, Andrés, Nicolasa, José e Isidro de Beinza Mora.
- 1712: Muere el Lcdo. Isidro de Veinza (Baba, 1654 - Daule, 1712).   El Lcdo. Veinza (Vinces) como propietario de lo que hoy es el sector de Balzar de Vinces, abrió un canal, tomando agua del río Palenque, que llegaba a Baba, para dar riego a sus cacahuales.
- 1720: Cambia el curso el río Palenque. Con el paso del tiempo el río fue erosionando el terreno formando un estero (denominado Estero de Vinces), y para este año, el río siguió el nuevo curso.
- 1763: Corregimiento de Guayaquil se transformó en Gobernación.
- 1767: Ventas de las principales haciendas del sector. La Compañía de Jesús es expulsada de España por mandato de Carlos III y su primer ministro, el conde de Aranda, mediante una Pragmática Sanción. Como en las demás colonias españolas, los jesuitas fueron expulsados de este territorio, y la Junta de Temporalidades, entidad que administró las principales haciendas de los jesuitas en este sector: San Lorenzo, San Javier, Carreras Largas, San Ignacio y Convento ubicadas desde Baba hasta el sector de Vinces, las vendió, entre otros, a Martín de Ycaza Caparroso y Juan Antonio de Figuerola y Paduani.
- 1774: Visita de  Francisco Requena. En este año describe el partido de Palenque y el pueblo de San Lorenzo: "... Tiene este partido dos pueblos, que son S. Nicolás del Palenque y San Lorenzo: el primero está situado a tres cuartos de legua del mismo río en un terreno bastante árido, distante veinte y una leguas de Guayaquil. El segundo pueblo es del de San Lorenzo, distante siete leguas del Palenque; está situado en la ribera que bañaba el rió antes de mudarse de dirección. En este pueblo se dividen los partidos de Baba y de Palenque. Componese de siete casas y de una pobre capilla; la demás población de este partido consiste en ciento y veinte casas, que se encuentran las mas a una y otra orilla del río, y muy pocas tiene adentro, las diez y siete de españoles, y las demás de mestizos e indios. La mayor parte de estos últimos son de otras jurisdicciones, por lo cual rara vez pagan tributos. El número de almas de este partido asciendo a setecientas; de éstos los veinte y cuatro son españoles...". Años más tarde un incendio en San Lorenzo provoca que un grupo de moradores se asiente en la ribera del estero que se había formado al cambiar de dirección, con el nuevo nombre de Estero de Vinces o Nuevo San Lorenzo de Vinces.
- 1799: Incendio. El 26 de octubre de 1799 fueron reducidas a cenizas cuatro manzanas centrales.
- 1808: Censo.  Según el censo de la Provincia de Guayaquil, para 1808 Estero (o Nuevo San Lorenzo) de Vinces tenía 1800 habitantes.
- 1810: Comienza el proceso de la Independencia de Hispanoamérica. A fines de la década anterior comienza el proceso de independencia de las colonias españolas en América, producto de las abdicaciones de Bayona y la Invasión Napoleónica a España, comenzó un proceso independentista en toda Hispanoamérica iniciando gobiernos colegiados llamadas juntas de gobierno, no todas buscaban la independencia del país sino sólo la autonomía, declarándose leales al rey Fernando VII.
- 1820: Independencia de Guayaquil.  El 9 de octubre Guayaquil se independiza y se crea la Provincia Libre de Guayaquil.
- 1821: Visita del general Sucre. En enero  el general Antonio José de Sucre databa sus oficios desde el Cuartel General en Estero de Vinces[4] ubicada dentro de los territorios de la Provincia Libre de Guayaquil.
- 1822: Batalla del Pichincha. En mayo, en la célebre batalla del Pichincha, la mayor parte de los combatientes eran originarios de esta provincia, aportando con la mayor cuota de sangre. En julio Vinces como parte de la Provincia Libre de Guayaquil se anexaba a la Gran Colombia.
- 1824: Departamento de Guayaquil. Por medio de la Ley de División Territorial de la República de Colombia, Guayaquil pasó a constituir el Distrito del Sur del estado colombiano bajo el nombre de Departamento de Guayaquil formado por la provincia de Guayaquil (cantones: Guayaquil, Daule, Babahoyo, Baba, Punta de Santa Elena y Machala) y la provincia de Manabí (Portoviejo, Jipijapa y Montecristi).
- 1825: Estero de Vinces proclama fidelidad al Libertador. El 5 de diciembre Estero de Vinces, mediante acta, proclamaba fidelidad al Libertador.[10]
- 1827: Estero de Vinces se sublevó. contra la adopción del Código Bolivariano que pretendía el Libertador en la Gran Colombia; y el Gral. Juan José Flores, jefe del Distrito del Sur, hubo de ocuparla entonces con todo su ejército.
- 1830: Ecuador se separa de la Gran Colombia. El 22 de septiembre de 1830 se promulgó la primera constitución ecuatoriana, que declaró, entre otros artículos, que los departamentos del Azuay, Guayaquil y Quito quedaban reunidos entre sí formando un solo cuerpo independiente con el nombre de Estado del Ecuador.
- 1845: Cantonización de Vinces. El 14 de junio el Gobierno Provisorio de la Revolución Marcista lo elevó a la categoría de cantón de la provincia de Guayaquil, con las parroquias Vinces y Palenque.

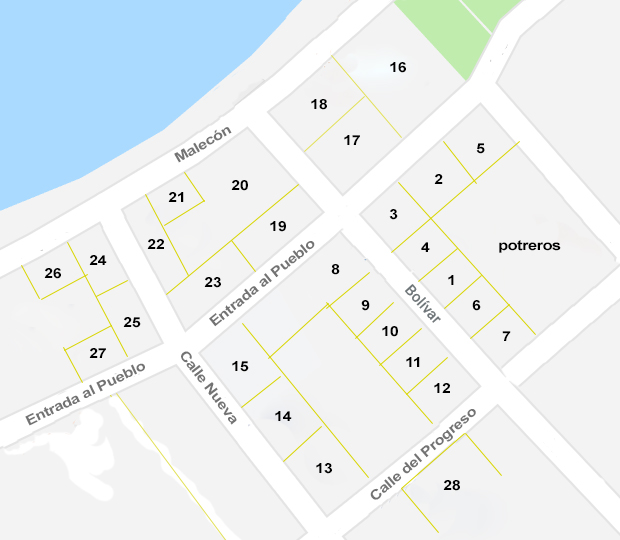
Vinces, plano de inmuebles afectados por incendio de 1899

- 1849: Gabriel García Moreno reside temporalmente en Vinces y se venden haciendas del sector. Pedro Pablo, hermano de Gabriel García Moreno, era un rico hacendado de la zona y hombre de negocios. Ese mismo año, en agosto, los nietos (Alavedra Figuerola) del Dr. Isidro Ignacio Figuerola y García de la Peña, vendieron a José Antonio Paredes y Olmedo, los terrenos que iban desde la población de Estero de Vinces hasta el viejo pueblo de San Lorenzo. Paredes, quien había adquirido también propiedades a Vicente Ramón Roca, Francisco de Paula Ycaza Silva, Pedro Pablo Paredes y Ricardo Santistevan, al poco tiempo vendió todo al Dr. José Ignacio Pidrahíta Racines natural de Buga, Colombia. Pidrahíta había contraído matrimonio con Mercedes Millán y Macías, heredera de vastos territorios en esa zona, unificando en un solo cuerpo las antiguas e históricas haciendas de los jesuitas: San Lorenzo, San Javier y Carreras Largas.
- 1860: Vinces pasó a formar parte de la nueva provincia de Los Ríos. Gabriel García Moreno ordenó la creación de la provincia de Los Ríos, el 6 de octubre incluyendo a Vinces como parte de la nueva provincia.
- 1867: Vapor fluvial. El 5 de diciembre llegó por primera vez al puerto de Vinces un vapor fluvial denominado "Vinces", al mando del capitán Bragdón, fueron padrinos del bautizo de dicho vapor el señor Juan Orsamas con la señora Gregoria León.
- 1870: Incendio. El 7 de enero, Vinces perdió 41 casas del barrio más rico y comercial, lográndose salvar la iglesia. Y el 28 de enero del mismo año, 39 casas.
- 1884: Nicolás Infante Diaz se toma Vinces. El 23 de noviembre el escuadrón Húsares de Chapulo (como los denominó Infante) se tomó Vinces en su lucha por la libertad.
- 1887: Línea telegráfica. El 5 de diciembre se llevó a cabo la instalación de la línea telegráfica de Vinces a Baba, hasta la hacienda Soledad, lindero de los cantones, bajo la administración del Jefe Político Sr. Santiago Leonti Ubilla. La calle que actualmente se denomina Sucre antiguamente se denominaba "frejolito" y la que hoy se llama "Bolívar" antes se llamaba "Calle Real".

- 1894: Inauguración Biblioteca. La Biblioteca Municipal fue inaugurada el 9 de octubre. El Correo fue fundado en Vinces por el señor Jefe Político Domingo Febres Cordero, quien hizo algunos bienes y adelanto mucho a la población.
- 1896: Publicación del primer periódico vinceño. En febrero, el presbítero italiano Antonio Metalli publica el primer semanario La Voz de Vinces en cuyo editorial menciona: "...La Voz de Vinces no prestará sus columnas para la difamación y la venganza. Más, en cuanto nos lo permitan nuestros débiles esfuerzos como buenos católicos y fervorosos patriotas "La Voz de Vinces" se hará oir atronadora en defensa de lo justo y de lo honesto, en contra de los enemigos del bien y de la felicidad social...".

- 1897: Muere el Dr. Ignacio Piedrahita Racines quien dejó sus tierras a su hija Raquel Pidrahíta Millán, casado en París con el diplomático Teófilo de Manzano-Torres y Pérez del Pulgar, natural de la villa de Berja, Provincia de Almería, España, con descendencia Manzano-Torres Pidrahita quienes heredaron las principales haciendas de Vinces.

- 1899: Desastroso Incendio. el 26 de octubre de 1899 se quemaron las casas de 5 manzanas del casco central de Vinces de propiedad de: 1. Francisco Sanchez, 2. Conrado Sttefen, 3. Aspiazu y Carbo, 4. Miguel Ángel Carbo, 5. Julio Gallardo, 6. Colegio de Monjas, 7. Benedigto Segarra, 8. Vidal Zapatier, 9. Cruz Ramírez, 10. J. Echeverría, 11. Dr. J. Palacios, 12. M. Ubilla, 13. covachas de M. Ubilla, 14. Escribanía de Elias Cepeda, 15. covachas, 16. familia Pimentel, 17. José B. Sotomayor, 18. Ana Soto vda. de Marín, 19. Cirilo Zapatier, 20. Juan Bautista Yela Muñoz, 21. covachas, 22. Hotel Bolívar de Víctor Hinojosa, 23. casitas pequeñas, 24. Rosario Montalván, 25. Domingo Luna, 26. y 27. término el incendio, 28. depósito de la Bomba Progreso (no quemado).

- 1906: Aporte vinceño en nueva Constitución.. El distinguido abogado Primitivo Yela Montalván, notable vinceño, intelectual de la época, contribuía como Asambleísta a la nueva Constitución que establecía la separación completa de la iglesia y el Estado, el laicismo en la enseñanza oficial, el equilibrio de los tres poderes, las garantías individuales y políticas. El Dr. Yela durante su desempeño en las Cámaras Legislativas (1906 a 1924), como senador o disputado, logró que se aprueben proyectos, que terminaron en Decretos Legislativos o Ejecutivos, que establecían que parte de los impuestos se destinen a obras de infraestructura de su natal Vinces y la provincia.

- 1909: Inauguración Casa Municipal. Para la ceremonia el Concejo nombró padrinos y madrinas de diferentes partes de la casa según la tradición, entre los que constaban: El Gral. Flavio Alfaro y Sra. Ana Paredes de Alfaro, Sr. Vicente Coello y Srta. Justina Yela Montalván, Sr. Benigno Calderon y Sra. Zoila de Infante, Sr. José Benigno Sotomayor y Sra. María Mercedes Gallardo, Sr. Emiliano Figueroa y Sra. Dolores Corral.

- 1910: Inicio obras de Muro, muelle e inauguración alumbrado. El día 6 de julio se dio principio a los trabajos de la obra de muro y muelle, en la plaza principal. Y en julio se inauguró en Vinces el alumbrado a gasolina.

- 1910: Inicio construcción Parque Central y mercado. El 6 de febrero se iniciaron los trabajos del parque central "Dr. Lorenzo Rufo Peña León". El 26 de marzo se dio inicio a la obra de la plaza del mercado. El 10 de abril se trasladaron las oficinas públicas del colegio a la nueva casa municipal.

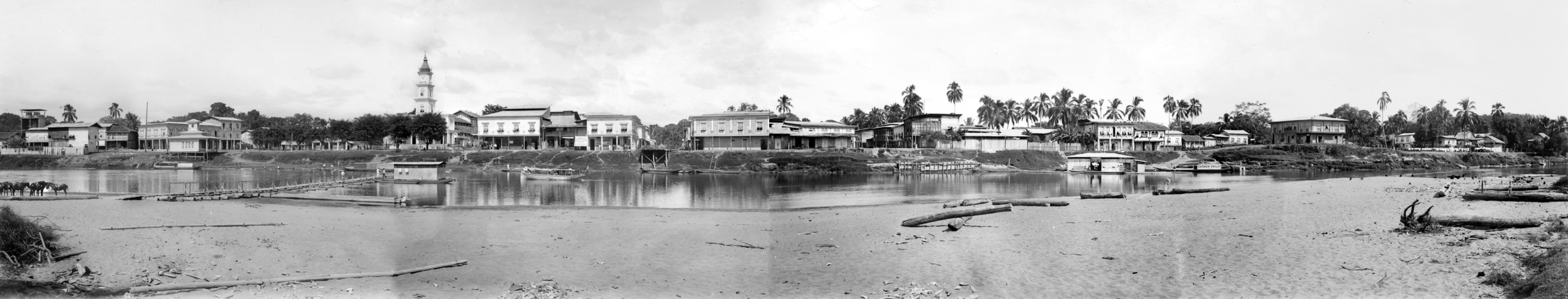
Vista panorámica de Vinces, Los Ríos, Ecuador, 1910

- 1911: Incendio asoló tres manzanas y la Iglesia. El 18 de julio siendo las 19h30 tuvo su origen el incendio en uno de los almacenes de Woin y Ca. tras tres horas de duro batallar habían desaparecido bajo las llamas: la iglesia, el colegio de varones, tres casas del Sr. José B. Sotomayor, una de los herederos de Pimentel, una de don Juan B. Yela Muñoz, dos de don Cirilo Zapatier, una de don Jacinto Aspiazu, una de la Vda. de Conrado Steffens, una de la Vd. de Gallardo, una de don julio Gallardo, una de don Víctor Hinostroza, en cuyo edificio se hallaban instalados doce almacenes de chinos muy bien surtido; así como de los señores José Benigno Sotomayor, Cirilo Zapatier, Víctor Amelio Hinostroza, el salón de los señores Barrera y Ca, el de Dña. Rosa Castillo; las boticas de los señores Villagómez y Gallardo.

- 1912: Construcción de hospital e inauguración del parque. Se inician los trabajos de construcción del hospital. El 10 de agosto se inaugura el parque municipal Lorenzo Rufo Peña.

- 1913: Inauguración del Mercado. En mayo se inaugura de plaza de mercado.

- 1914: Inicio construcción de Iglesia. El 12 de octubre se coloca el primer estante para la Iglesia frente al parque, en terreno donado por los herederos de don Vidal Zapatier Aviles.

- 1915: Ocupación del hospital. El 22 de enero se ocupa el hospital para asistir en él a los enfermos de disentería, para combatir la peste que se presentó en Vinces dicho año con carácter epidémico, el Municipio contrató al señor doctor Felipe Barbotó con cuya asistencia médica se conjuró dicha peste.

- 1916: Luz eléctrica. El 10 de abril se inician los trabajos de luz eléctrica. El 24 de mayo se inaugura el servicio de hidrantes (grifos) contra incendios; el 9 de octubre se inaugura la calzada del cementerio; y el 31 de diciembre la luz eléctrica.

- 1918: Muro y escalinata. El 9 de octubre de 1918 se inaugura el muro y escalinata en el malecón.

- 1923: Edificio de la Sociedad de Obreros Luz y Progreso. El 5 de julio se colocan los primeros estantes para el edificio de la Sociedad de Obreros Luz y Progreso.

- 1924: Servicio de telefonía. el servicio de telefonía funcionaba en la oficina telegráfica y comunicaba con las poblaciones de Babahoyo, Baba, Guare, Palenque y Balzar.

- 1929: Reloj público. Se inaugura el reloj público el 24 de diciembre.

## Geografía
Vinces forma parte de la Provincia de Los Ríos y está ubicada en la margen izquierda del río Vinces.
- Latitud: 1° 33' S
- Longitud: 79° 45' O

### Clima
De acuerdo con la clasificación climática de Köppen, Vinces experimenta un clima monzónico (Am), el cual se caracteriza por las temperaturas altas y constantes lluvias durante todo el año. Las estaciones del año no son sensibles en la zona ecuatorial, no obstante, su proximidad al océano Pacífico hace que las corrientes de Humboldt (fría) y de El Niño (cálida) marquen dos períodos climáticos bien diferenciados: un pluvioso y cálido invierno, que va de diciembre a junio, y un "verano" ligeramente más fresco y seco, entre julio y noviembre. 
Su temperatura promedio anual es de 23,9 °C; siendo abril el mes más cálido, con un promedio de 24,7 °C, mientras julio es el mes más frío, con 23 °C en promedio. Es un clima isotérmico por sus constantes precipitaciones durante todo el año (amplitud térmica anual inferior a 2 °C entre el mes más frío y el más cálido), si bien la temperatura real no es extremadamente alta, la humedad hace que la sensación térmica se eleve hacia los 35 °C o más. En cuanto a la precipitación, goza de lluvias abundantes y regulares siempre superiores a 6500 mm por año; hay una diferencia de 561 mm de precipitación entre los meses más secos y los más húmedos; enero (21 días) tiene los días más lluviosos por mes en promedio, mientras la menor cantidad de días lluviosos se mide en noviembre (16 días). La humedad relativa también es constante, con un promedio anual de 85,1%. 
| Parámetros climáticos promedio de Vinces, Ecuador | Parámetros climáticos promedio de Vinces, Ecuador | Parámetros climáticos promedio de Vinces, Ecuador | Parámetros climáticos promedio de Vinces, Ecuador | Parámetros climáticos promedio de Vinces, Ecuador | Parámetros climáticos promedio de Vinces, Ecuador | Parámetros climáticos promedio de Vinces, Ecuador | Parámetros climáticos promedio de Vinces, Ecuador | Parámetros climáticos promedio de Vinces, Ecuador | Parámetros climáticos promedio de Vinces, Ecuador | Parámetros climáticos promedio de Vinces, Ecuador | Parámetros climáticos promedio de Vinces, Ecuador | Parámetros climáticos promedio de Vinces, Ecuador | Parámetros climáticos promedio de Vinces, Ecuador |
| Mes                                               | Ene.                                              | Feb.                                              | Mar.                                              | Abr.                                              | May.                                              | Jun.                                              | Jul.                                              | Ago.                                              | Sep.                                              | Oct.                                              | Nov.                                              | Dic.                                              | Anual                                             |
| ------------------------------------------------- | ------------------------------------------------- | ------------------------------------------------- | ------------------------------------------------- | ------------------------------------------------- | ------------------------------------------------- | ------------------------------------------------- | ------------------------------------------------- | ------------------------------------------------- | ------------------------------------------------- | ------------------------------------------------- | ------------------------------------------------- | ------------------------------------------------- | ------------------------------------------------- |
| Temp. máx. media (°C)                             | 26.8                                              | 27.0                                              | 27.6                                              | 27.6                                              | 27.1                                              | 26.2                                              | 25.9                                              | 26.4                                              | 26.8                                              | 27.1                                              | 27.5                                              | 27.5                                              | 27                                                |
| Temp. media (°C)                                  | 24.0                                              | 24.2                                              | 24.6                                              | 24.7                                              | 24.3                                              | 23.4                                              | 23.0                                              | 23.1                                              | 23.4                                              | 23.6                                              | 23.9                                              | 24.3                                              | 23.9                                              |
| Temp. mín. media (°C)                             | 22.4                                              | 22.5                                              | 22.8                                              | 22.9                                              | 22.6                                              | 21.6                                              | 21.0                                              | 20.8                                              | 20.9                                              | 21.2                                              | 21.5                                              | 22.2                                              | 21.9                                              |
| Precipitación total (mm)                          | 798                                               | 784                                               | 780                                               | 787                                               | 737                                               | 507                                               | 453                                               | 332                                               | 348                                               | 276                                               | 237                                               | 477                                               | 6516                                              |
| Días de precipitaciones (≥ 1.0 mm)                | 21                                                | 19                                                | 21                                                | 20                                                | 20                                                | 21                                                | 20                                                | 20                                                | 20                                                | 18                                                | 16                                                | 19                                                | 235                                               |
| Horas de sol                                      | 167.4                                             | 170.8                                             | 201.5                                             | 177                                               | 139.5                                             | 96                                                | 83.7                                              | 89.9                                              | 102                                               | 93                                                | 105                                               | 139.5                                             | 1565.3                                            |
| Humedad relativa (%)                              | 88                                                | 88                                                | 88                                                | 88                                                | 88                                                | 87                                                | 86                                                | 84                                                | 82                                                | 81                                                | 79                                                | 82                                                | 85.1                                              |
| Fuente: Climate-data.org                          |                                                   |                                                   |                                                   |                                                   |                                                   |                                                   |                                                   |                                                   |                                                   |                                                   |                                                   |                                                   |                                                   |

## Política
Territorialmente, la ciudad de Vinces está organizada en tres parroquias urbanas, mientras que existe una parroquis rural con las que complementa el aérea total del Cantón Vinces. El término "parroquia" es usado en el Ecuador para referirse a territorios dentro de la división administrativa municipal.
La ciudad y el cantón Vinces, al igual que las demás localidades ecuatorianas, se rige por una municipalidad según lo previsto en la Constitución de la República. El Gobierno Autónomo Descentralizado Municipal de Vinces, es una entidad de gobierno seccional que administra el cantón de forma autónoma al gobierno central. La municipalidad está organizada por la separación de poderes de carácter ejecutivo representado por el alcalde, y otro de carácter legislativo conformado por los miembros del concejo cantonal.
La Municipalidad de Vinces, se rige principalmente sobre la base de lo estipulado en los artículos 253 y 264 de la Constitución Política de la República y en la Ley de Régimen Municipal en sus artículos 1 y 16, que establece la autonomía funcional, económica y administrativa de la Entidad.

### Alcaldía
El poder ejecutivo de la ciudad es desempeñado por un ciudadano con título de Alcalde del Cantón Vinces, el cual es elegido por sufragio directo en una sola vuelta electoral, sin fórmulas o binomios en las elecciones municipales. El vicealcalde no es elegido de la misma manera, ya que una vez instalado el Concejo Cantonal se elegirá entre los ediles un encargado para aquel cargo. El alcalde y el vicealcalde duran cuatro años en sus funciones, y en el caso del alcalde, tiene la opción de reelección inmediata o sucesiva. El alcalde es el máximo representante de la municipalidad y tiene voto dirimente en el concejo cantonal, mientras que el vicealcalde realiza las funciones del alcalde de modo suplente mientras no pueda ejercer sus funciones el alcalde titular.
El alcalde cuenta con su propio gabinete de administración municipal mediante múltiples direcciones de nivel de asesoría, de apoyo y operativo. Los encargados de aquellas direcciones municipales son designados por el propio alcalde. Actualmente, el alcalde de Vinces es el tecnólogo  Alfonso Montalván, reelegido para el periodo 2023 - 2027.

### Concejo cantonal
El poder legislativo de la ciudad es ejercido por el Concejo Cantonal de Vinces el cual es un pequeño parlamento unicameral que se constituye al igual que en los demás cantones mediante la disposición del artículo 253 de la Constitución Política Nacional. De acuerdo a lo establecido en la ley, la cantidad de miembros del concejo representa proporcionalmente a la población del cantón.
Vinces posee seis concejales, los cuales son elegidos mediante sufragio (Sistema D'Hondt) y duran en sus funciones cuatro años pudiendo ser reelegidos indefinidamente. El alcalde y el vicealcalde presiden el concejo en sus sesiones. Al recién instalarse el concejo cantonal por primera vez los miembros eligen de entre ellos un designado para el cargo de vicealcalde de la ciudad.

### División Política
El cantón se divide en parroquias que pueden ser urbanas o rurales y son representadas por los Gobiernos Parroquiales ante la Alcaldía de Vinces. La urbe tiene tres parroquias urbanas:
- Vinces
- Balzar de Vinces
- San Lorenzo

## Turismo

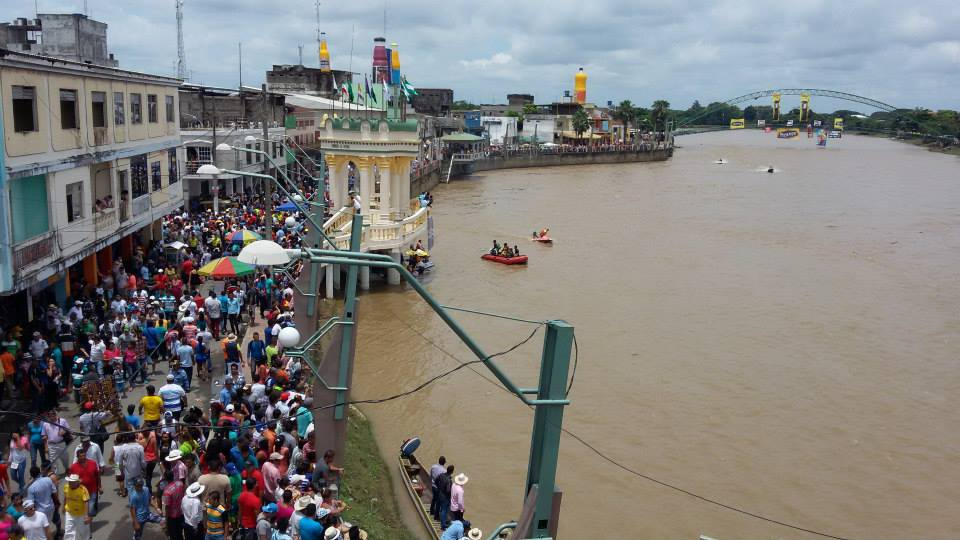
Regatas en Vinces.

A través de los años, Vinces ha incrementado notablemente su oferta turística; actualmente, el índice turístico creció gracias a la campaña turística emprendida durante el gobierno de Rafael Correa: "All you need is Ecuador". En cuanto al turismo ecológico, la urbe cuenta con espaciosas áreas verdes a su alrededor, y la mayoría de los bosques y atractivos turísticos cercanos están bajo su jurisdicción.
El turismo de la ciudad se relaciona íntimamente con el resto del cantón; el principal atractivo del cantón es la naturaleza, dotada de una alta biodiversidad. Vinces cuenta con uno de los humedales más extensos del país, como es el Humedal de Abras de Mantequilla (sitio RAMSAR), situado a 10 km de la población, con una extensión de 22.500 has. que sirve de hábitat a más de 120 especies en peligro de extinción www.birdlife.org. Hermosas playas de agua dulce, rica gastronomía nacional, artesanías, bellezas naturales, y mucho más. 
En la época invernal Vinces se caracteriza por los deportes acuáticos donde se destaca la regata de trascendencia internacional, la famosa competencia de botes a motor fuera de borda Guayaquil – Vinces (www.vincesnautico.com).

## Educación
La ciudad cuenta con deficiente infraestructura para la educación. La educación pública en la ciudad, al igual que en el resto del país, es gratuita hasta la universidad (tercer nivel)  .Varios de los centros educativos de la ciudad cuentan con un gran prestigio. La ciudad está dentro del régimen Costa por lo que sus clases inician los primeros días de abril y luego de 200 días de clases se terminan en el mes de febrero. La infraestructura educacional presentan anualmente problemas debido a sus inicios de clases justo después del invierno, ya que las lluvias por lo general destruyen varias partes de los planteles educativos en parte debido a la mala calidad de materiales de construcción, especialmente a nivel marginal.

## Transporte
El transporte público es el principal medio transporte de los habitantes de la ciudad, tiene un servicio de bus público urbano en expansión. El sistema de bus no es amplio y está conformado por pocas empresas de transporte urbano. La tarifa del sistema de bus es de 0,30 USD, con descuento del 50% a grupos prioritarios (menores de edad, adultos mayores, discapacitados, entre otros). Además existen los buses interparroquiales e intercantonales para el transporte a localidades cercanas.
Gran parte de las calles de la ciudad están asfaltadas o adoquinadas, aunque algunas están desgastadas y el resto de calles son lastradas, principalmente en los barrios nuevos que se expanden en la periferia de la urbe.

#### Avenidas importantes
- Córdova
- Aquiles Carriel
- Galápagos
- 10 de agosto
- Bolívar
- Sucre

## Medios de comunicación
La ciudad posee una red de comunicación en continuo desarrollo y modernización. En la ciudad se dispone de varios medios de comunicación como prensa escrita, radio, televisión, telefonía, Internet y mensajería postal. En algunas comunidades rurales existen telefonía e Internet satelitales.
- Telefonía: Si bien la telefonía fija se mantiene aún con un crecimiento periódico, esta ha sido desplazada muy notablemente por la telefonía celular, tanto por la enorme cobertura que ofrece y la fácil accesibilidad. Existen 3 operadoras de telefonía fija, CNT (pública), TVCABLE y Claro (privadas) y cuatro operadoras de telefonía celular, Movistar, Claro y Tuenti (privadas) y CNT (pública).

- Radio: Dentro de esta lista se menciona una gran cantidad de sistemas radiales de transmisión nacional y local e incluso de provincias vecinas.
  - Radio "Eiffel" 90.3 fm
  - Radio "París" 103.9 fm
  - La Noticia Radio 107.5 fm

- Medios televisivos: La mayoría son nacionales, aunque se ha incluido canales locales recientemente. El apagón analógico se estableció para el 31 de diciembre de 2019.
  - RTV
  - TV París

- Prensa Escrita:  En Vinces, la primera imprenta la llevó el Cura Metalli el año de 1894 editándose a poco "La Voz de Vinces". 
  - Semanario "La Crónica"
  - Semanario "La Noticia"
  - " Revista La Plena"